# Alexandre de Chevriers de Saint-Mauris
Alexandre de Chevriers de Saint-Mauris (né le 29 décembre 1653 au               
château de Saint-Mauris, mort à Saintes le 25 décembre 1710), est un ecclésiastique, qui fut évêque de Saintes de 1702 à 1710.

## Biographie
Alexandre de Chevriers est d'une famille originaire de la région de Mâcon. Il est le fils d'Honoré de Chevriers, dit le « comte » de Saint-Mauris, et de Claudine de Damas-Thiange.
Chanoine du chapitre de Saint-Pierre de Mâcon, il en devient le trésorier en 1678 à la suite de la démission en sa faveur de son oncle Léonard de Chevriers. Docteur en théologie de la Sorbonne en 1692, il devient le 24 décembre 1701 prévôt de son chapitre de chanoines.
Il est nommé évêque de Saintes en 1702 à la suite de la renonciation de Bernard de Senaux. Confirmé le 20 novembre, il est consacré en mars suivant à Paris dans l'église du noviciat des Jésuites par l'archevêque de Sens. Il meurt à Saintes au mois de décembre 1710.